# (444018) 2004 EU95
(444018) 2004 EU95, também escrito como (444018) 2004 EU95, é um objeto transnetuniano que está localizado no Cinturão de Kuiper, uma região do Sistema Solar. Este corpo celeste é classificado como um cubewano. Ele possui uma magnitude absoluta de 7,0 e tem um diâmetro estimado com 192 km.

## Descoberta
(444018) 2004 EU95 foi descoberto no dia 15 de março de 2004 pelo astrônomo Marc W. Buie.

## Órbita
A órbita de (444018) 2004 EU95 tem uma excentricidade de 0,050 e possui um semieixo maior de 44,406 UA. O seu periélio leva o mesmo a uma distância de 42,196 UA em relação ao Sol e seu afélio a 46,617 UA.